# Play-offs Nederlands voetbal 2014
De play-offs van het Nederlands voetbal in 2014 werden er na afloop van de reguliere competitie gespeeld. Hierin streden de nummers 5 t/m 8 van de Eredivisie om een ticket voor de UEFA Europa League. Daarnaast speelden er een tiental clubs voor promotie/handhaving naar/in de Eredivisie.

## Play-offs voor de UEFA Europa League
De play-offs, gespeeld door de nummers 5 t/m 8 van de Eredivisie, hebben in 2014 dezelfde opzet als in 2013. Aan het eind van het seizoen werden de volgende Europese tickets toegewezen:
- Eredivisie #1: groepsfase Champions League
- Eredivisie #2: voorronde Champions League
- Eredivisie #3: play-off fase Europa League
- Eredivisie #4: derde kwalificatieronde Europa League
- Eredivisie play-offs: tweede kwalificatieronde Europa League
- Bekerwinnaar: play-off fase Europa League

### Wedstrijdschema
|  | eerste ronde 7 en 10 mei | eerste ronde 7 en 10 mei | eerste ronde 7 en 10 mei | eerste ronde 7 en 10 mei |  |              | om ticket UEFA Europa League 15 en 18 mei | om ticket UEFA Europa League 15 en 18 mei | om ticket UEFA Europa League 15 en 18 mei | om ticket UEFA Europa League 15 en 18 mei |
|  |                          |                          |                          |                          |  |              |                                           |                                           |                                           |                                           |
|  | Wedstrijd A              |                          |                          |                          |  |              |                                           |                                           |                                           |                                           |
|  | AZ                       | 3                        | 0                        | 3                        |  |              |                                           |                                           |                                           |                                           |
|  | sc Heerenveen            | 0                        | 1                        | 1                        |  |              | Wedstrijd C                               | Wedstrijd C                               | Wedstrijd C                               | Wedstrijd C                               |
|  |                          |                          |                          |                          |  | AZ           | 0                                         | 0                                         | 0                                         |                                           |
|  | Wedstrijd B              | Wedstrijd B              | Wedstrijd B              | Wedstrijd B              |  | FC Groningen | 0                                         | 3                                         | 3                                         |                                           |
|  | FC Groningen             | 1                        | 4                        | 5                        |  |              |                                           |                                           |                                           |                                           |
|  | Vitesse                  | 0                        | 1                        | 1                        |  |              |                                           |                                           |                                           |                                           |

### Eerste ronde

#### Wedstrijd A
|                              |                                          |         |               |                                                                              |
| Wedstrijd 1 7 mei 2014 20:45 | AZ                                       | 3 – 0   | sc Heerenveen | Stadion: AFAS Stadion, Alkmaar Toeschouwers: 12.298 Scheidsrechter: Makkelie |
| Wedstrijd 1 7 mei 2014 20:45 | Ortíz 26' Gudelj 37' (pen.) Berghuis 38' | Verslag |               | Stadion: AFAS Stadion, Alkmaar Toeschouwers: 12.298 Scheidsrechter: Makkelie |
| Wedstrijd 1 7 mei 2014 20:45 |                                          |         |               | Stadion: AFAS Stadion, Alkmaar Toeschouwers: 12.298 Scheidsrechter: Makkelie |
| Wedstrijd 1 7 mei 2014 20:45 |                                          |         |               | Stadion: AFAS Stadion, Alkmaar Toeschouwers: 12.298 Scheidsrechter: Makkelie |
|                              |                                          |         |               |                                                                              |

|                               |               |         |    |                                                                                        |
| Wedstrijd 2 10 mei 2014 20:45 | sc Heerenveen | 1 – 0   | AZ | Stadion: Abe Lenstra Stadion, Heerenveen Toeschouwers: 18.100 Scheidsrechter: Liesveld |
| Wedstrijd 2 10 mei 2014 20:45 | Slagveer 47'  | Verslag |    | Stadion: Abe Lenstra Stadion, Heerenveen Toeschouwers: 18.100 Scheidsrechter: Liesveld |
| Wedstrijd 2 10 mei 2014 20:45 |               |         |    | Stadion: Abe Lenstra Stadion, Heerenveen Toeschouwers: 18.100 Scheidsrechter: Liesveld |
| Wedstrijd 2 10 mei 2014 20:45 |               |         |    | Stadion: Abe Lenstra Stadion, Heerenveen Toeschouwers: 18.100 Scheidsrechter: Liesveld |
|                               |               |         |    |                                                                                        |

#### Wedstrijd B
|                              |              |         |         |                                                                              |
| Wedstrijd 1 7 mei 2014 18:45 | FC Groningen | 1 – 0   | Vitesse | Stadion: Euroborg, Groningen Toeschouwers: 21.460 Scheidsrechter: Van Boekel |
| Wedstrijd 1 7 mei 2014 18:45 | Burnet 88'   | Verslag |         | Stadion: Euroborg, Groningen Toeschouwers: 21.460 Scheidsrechter: Van Boekel |
| Wedstrijd 1 7 mei 2014 18:45 |              |         |         | Stadion: Euroborg, Groningen Toeschouwers: 21.460 Scheidsrechter: Van Boekel |
| Wedstrijd 1 7 mei 2014 18:45 |              |         |         | Stadion: Euroborg, Groningen Toeschouwers: 21.460 Scheidsrechter: Van Boekel |
|                              |              |         |         |                                                                              |

|                               |             |         |                                        |                                                                      |
| Wedstrijd 2 10 mei 2014 18:45 | Vitesse     | 1 – 4   | FC Groningen                           | Stadion: GelreDome, Arnhem Toeschouwers: 17.112 Scheidsrechter: Vink |
| Wedstrijd 2 10 mei 2014 18:45 | Pröpper 63' | Verslag | 25' Chery 64' Živković 83', 89' Kostić | Stadion: GelreDome, Arnhem Toeschouwers: 17.112 Scheidsrechter: Vink |
| Wedstrijd 2 10 mei 2014 18:45 |             |         |                                        | Stadion: GelreDome, Arnhem Toeschouwers: 17.112 Scheidsrechter: Vink |
| Wedstrijd 2 10 mei 2014 18:45 |             |         |                                        | Stadion: GelreDome, Arnhem Toeschouwers: 17.112 Scheidsrechter: Vink |
|                               |             |         |                                        |                                                                      |

### Tweede ronde

#### Wedstrijd C
|                               |         |       |              |                                                                          |
| Wedstrijd 1 15 mei 2014 20:45 | AZ      | 0 – 0 | FC Groningen | Stadion: AFAS Stadion, Alkmaar Toeschouwers: 14.222 Scheidsrechter: Blom |
| Wedstrijd 1 15 mei 2014 20:45 | Verslag |       |              | Stadion: AFAS Stadion, Alkmaar Toeschouwers: 14.222 Scheidsrechter: Blom |
| Wedstrijd 1 15 mei 2014 20:45 |         |       |              | Stadion: AFAS Stadion, Alkmaar Toeschouwers: 14.222 Scheidsrechter: Blom |
| Wedstrijd 1 15 mei 2014 20:45 |         |       |              | Stadion: AFAS Stadion, Alkmaar Toeschouwers: 14.222 Scheidsrechter: Blom |
|                               |         |       |              |                                                                          |

|                               |                             |         |    |                                                                                         |
| Wedstrijd 2 18 mei 2014 16:30 | FC Groningen                | 3 – 0   | AZ | Stadion: Euroborg, Groningen Toeschouwers: 22.206 (uitverkocht) Scheidsrechter: Kuipers |
| Wedstrijd 2 18 mei 2014 16:30 | Chery 24', 61' Hateboer 33' | Verslag |    | Stadion: Euroborg, Groningen Toeschouwers: 22.206 (uitverkocht) Scheidsrechter: Kuipers |
| Wedstrijd 2 18 mei 2014 16:30 |                             |         |    | Stadion: Euroborg, Groningen Toeschouwers: 22.206 (uitverkocht) Scheidsrechter: Kuipers |
| Wedstrijd 2 18 mei 2014 16:30 |                             |         |    | Stadion: Euroborg, Groningen Toeschouwers: 22.206 (uitverkocht) Scheidsrechter: Kuipers |
|                               |                             |         |    |                                                                                         |

- Tijdens deze twee wedstrijden werd gebruikgemaakt van Hawk-Eye doellijntechnologie.
- FC Groningen plaatst zich voor de 2e voorronde van de Europa League.

## Play-offs om promotie/degradatie
In de periode van 28 april t/m 18 mei werden de play-offs om promotie/degradatie tussen de Eerste divisie en de Eredivisie gespeeld. De play-offs werden gespeeld door de nummers 16 en 17 van de Eredivisie 2013/14, aangevuld met acht teams uit de Eerste divisie 2013/14. De nummer 18 van de Eredivisie (Roda JC) degradeert direct, en de kampioen van de Eerste divisie (Willem II) promoveert direct. Doordat de kampioen ook een periodetitel behaald heeft zijn de acht deelnemende clubs uit de Eerste divisie de drie overige periodekampioenen aangevuld met de vijf hoogste teams op de ranglijst zonder periodetitel.
De periodekampioenen zijn FC Dordrecht (1e periode; JL2), Sparta Rotterdam (2e periode; PK2), VVV-Venlo (3e periode; JL5) en Willem II (4e periode).
De nummers 3, 4, 6, 7 en 8, respectievelijk FC Den Bosch, Excelsior, FC Eindhoven, De Graafschap en Fortuna Sittard, zijn de overige deelnemers uit de Eerste divisie. Uit de Eredivisie nemen RKC Waalwijk (E16) en N.E.C. (E17) deel.
De teams uit de Eerste divisie krijgen een classificatie mee op basis van de eindstand van de ranglijst. Zo is het team dat tweede eindigt aangeduid met JL2, de nummer 3 met JL3 tot en met JL8 voor het team op plaats 8. Sparta Rotterdam krijgt als periodekampioen de aanduiding PK2 mee. PK2, JL6, JL7 en JL8 spelen de eerste ronde, de deelnemers uit de Eredivisie (E16 en E17) en JL2 t/m JL5 stromen in de tweede ronde in. Er wordt in een knock-outsysteem gespeeld, waarbij het resultaat over twee wedstrijden (uit en thuis) bepaalt welk team door gaat. Indien dit resultaat gelijk is, zal het team met de meest gescoorde uitdoelpunten door gaan. Is ook dit na twee keer 90 minuten geheel gelijk, dan volgt er verlenging en eventueel strafschoppen. Het team met de hoogste classificatie speelt de tweede wedstrijd thuis.

### Wedstrijdschema
|  | eerste ronde 28 april en 2 mei | eerste ronde 28 april en 2 mei | eerste ronde 28 april en 2 mei | eerste ronde 28 april en 2 mei | eerste ronde 28 april en 2 mei |   |   | tweede ronde 8 en 11 mei | tweede ronde 8 en 11 mei | tweede ronde 8 en 11 mei | tweede ronde 8 en 11 mei | tweede ronde 8 en 11 mei |   |                  | derde ronde 15 en 18 mei | derde ronde 15 en 18 mei | derde ronde 15 en 18 mei | derde ronde 15 en 18 mei | derde ronde 15 en 18 mei |
|  |                                |                                |                                |                                |                                |   |   |                          |                          |                          |                          |                          |   |                  |                          |                          |                          |                          |                          |
|  |                                |                                |                                |                                |                                |   |   |                          |                          |                          |                          |                          |   |                  |                          |                          |                          |                          |                          |
|  |                                | A                              | Sparta Rotterdam               | 1                              | 3                              | 4 |   |                          |                          |                          |                          |                          |   |                  |                          |                          |                          |                          |                          |
|  |                                |                                |                                |                                |                                | 4 |   |                          |                          |                          |                          |                          |   |                  |                          |                          |                          |                          |                          |
|  |                                |                                | E17                            | N.E.C.                         | 0                              | 1 | 1 |                          |                          |                          |                          |                          |   |                  |                          |                          |                          |                          |                          |
|  | PK2                            | Sparta Rotterdam               | E17                            | N.E.C.                         | 0                              | 1 | 1 | 1                        | 2                        | 3                        |                          |                          |   |                  |                          |                          |                          |                          |                          |
|  | PK2                            | Sparta Rotterdam               |                                |                                |                                |   |   | 1                        | 2                        | 3                        |                          |                          |   |                  |                          |                          |                          |                          |                          |
|  | JL6                            | FC Eindhoven                   | 1                              | 0                              | 1                              |   |   |                          |                          |                          |                          |                          |   |                  |                          |                          |                          |                          |                          |
|  | JL6                            | FC Eindhoven                   | 1                              | 0                              | 1                              |   |   |                          |                          |                          |                          |                          | C | Sparta Rotterdam | 2                        | 1                        | 3                        |                          |                          |
|  |                                |                                |                                |                                |                                |   |   |                          |                          |                          |                          |                          | C | Sparta Rotterdam | 2                        | 1                        | 3                        |                          |                          |
|  |                                | D                              | FC Dordrecht                   | 2                              | 3                              | 5 |   |                          |                          |                          |                          |                          |   |                  |                          |                          |                          |                          |                          |
|  |                                |                                |                                |                                |                                |   |   |                          |                          |                          |                          |                          |   |                  |                          |                          |                          |                          |                          |
|  |                                |                                |                                |                                |                                |   |   |                          |                          |                          |                          |                          |   |                  |                          |                          |                          |                          |                          |
|  |                                |                                |                                |                                |                                |   |   |                          |                          |                          |                          |                          |   |                  |                          |                          |                          |                          |                          |
|  |                                | JL5                            | VVV-Venlo                      | 1                              | 1                              | 2 |   |                          |                          |                          |                          |                          |   |                  |                          |                          |                          |                          |                          |
|  |                                |                                |                                |                                |                                | 2 |   |                          |                          |                          |                          |                          |   |                  |                          |                          |                          |                          |                          |
|  |                                |                                | JL2                            | FC Dordrecht                   | 3                              | 2 | 5 |                          |                          |                          |                          |                          |   |                  |                          |                          |                          |                          |                          |
|  |                                |                                | JL2                            | FC Dordrecht                   | 3                              | 2 | 5 |                          |                          |                          |                          |                          |   |                  |                          |                          |                          |                          |                          |
|  |                                |                                |                                |                                |                                |   |   |                          |                          |                          |                          |                          |   |                  |                          |                          |                          |                          |                          |

|  | eerste ronde 28 april en 2 mei | eerste ronde 28 april en 2 mei | eerste ronde 28 april en 2 mei | eerste ronde 28 april en 2 mei | eerste ronde 28 april en 2 mei |   |   | tweede ronde 8 en 11 mei | tweede ronde 8 en 11 mei | tweede ronde 8 en 11 mei | tweede ronde 8 en 11 mei | tweede ronde 8 en 11 mei |  |  | derde ronde 15 en 18 mei | derde ronde 15 en 18 mei | derde ronde 15 en 18 mei | derde ronde 15 en 18 mei | derde ronde 15 en 18 mei |
|  |                                |                                |                                |                                |                                |   |   |                          |                          |                          |                          |                          |  |  |                          |                          |                          |                          |                          |
|  |                                |                                |                                |                                |                                |   |   |                          |                          |                          |                          |                          |  |  |                          |                          |                          |                          |                          |
|  |                                | JL4                            | FC Den Bosch                   | 1                              | 1                              | 2 |   |                          |                          |                          |                          |                          |  |  |                          |                          |                          |                          |                          |
|  |                                |                                |                                |                                |                                | 2 |   |                          |                          |                          |                          |                          |  |  |                          |                          |                          |                          |                          |
|  |                                |                                | JL3                            | Excelsior                      | 3                              | 2 | 5 |                          |                          |                          |                          |                          |  |  |                          |                          |                          |                          |                          |
|  |                                |                                | JL3                            | Excelsior                      | 3                              | 2 | 5 |                          |                          |                          |                          |                          |  |  |                          |                          |                          |                          |                          |
|  |                                |                                |                                |                                |                                |   |   |                          |                          |                          |                          |                          |  |  |                          |                          |                          |                          |                          |
|  |                                |                                |                                |                                |                                |   |   |                          |                          |                          |                          |                          |  |  |                          |                          |                          |                          |                          |
|  |                                |                                |                                |                                |                                |   |   | E                        | Excelsior                | 2                        | 2                        | 4                        |  |  |                          |                          |                          |                          |                          |
|  |                                |                                |                                |                                |                                |   |   |                          |                          |                          |                          |                          |  |  |                          |                          |                          |                          |                          |
|  |                                | F                              | RKC Waalwijk                   | 0                              | 2                              | 2 |   |                          |                          |                          |                          |                          |  |  |                          |                          |                          |                          |                          |
|  | JL8                            | Fortuna Sittard                | 1                              | 1                              | 2                              |   |   |                          |                          |                          |                          |                          |  |  |                          |                          |                          |                          |                          |
|  | JL8                            | Fortuna Sittard                | 1                              | 1                              | 2                              |   |   |                          |                          |                          |                          |                          |  |  |                          |                          |                          |                          |                          |
|  | JL7                            | De Graafschap                  | 4                              | 3                              | 7                              |   |   |                          |                          |                          |                          |                          |  |  |                          |                          |                          |                          |                          |
|  | JL7                            | De Graafschap                  | 4                              | 3                              | 7                              |   | B | De Graafschap            | 0                        | 1                        | 1                        |                          |  |  |                          |                          |                          |                          |                          |
|  |                                |                                |                                |                                |                                |   | B | De Graafschap            | 0                        | 1                        | 1                        |                          |  |  |                          |                          |                          |                          |                          |
|  |                                |                                | E16                            | RKC Waalwijk                   | 1                              | 1 | 2 |                          |                          |                          |                          |                          |  |  |                          |                          |                          |                          |                          |
|  |                                |                                | E16                            | RKC Waalwijk                   | 1                              | 1 | 2 |                          |                          |                          |                          |                          |  |  |                          |                          |                          |                          |                          |
|  |                                |                                |                                |                                |                                |   |   |                          |                          |                          |                          |                          |  |  |                          |                          |                          |                          |                          |

### Eerste ronde

#### Wedstrijd A
|                                 |                  |         |                  |                                                                                           |
| Wedstrijd 1 28 april 2014 20:45 | Sparta Rotterdam | 1 – 1   | FC Eindhoven     | Stadion: Spartastadion Het Kasteel, Rotterdam Toeschouwers: 5.992 Scheidsrechter: Sanders |
| Wedstrijd 1 28 april 2014 20:45 | Stokkers 72'     | Verslag | 89' Van den Hurk | Stadion: Spartastadion Het Kasteel, Rotterdam Toeschouwers: 5.992 Scheidsrechter: Sanders |
| Wedstrijd 1 28 april 2014 20:45 |                  |         |                  | Stadion: Spartastadion Het Kasteel, Rotterdam Toeschouwers: 5.992 Scheidsrechter: Sanders |
| Wedstrijd 1 28 april 2014 20:45 |                  |         |                  | Stadion: Spartastadion Het Kasteel, Rotterdam Toeschouwers: 5.992 Scheidsrechter: Sanders |
|                                 |                  |         |                  |                                                                                           |

|                              |              |         |                                |                                                                                   |
| Wedstrijd 2 2 mei 2014 20:45 | FC Eindhoven | 0 – 2   | Sparta Rotterdam               | Stadion: Jan Louwersstadion, Eindhoven Toeschouwers: 3.875 Scheidsrechter: Higler |
| Wedstrijd 2 2 mei 2014 20:45 |              | Verslag | 39' (pen.) Breuer 89' Stokkers | Stadion: Jan Louwersstadion, Eindhoven Toeschouwers: 3.875 Scheidsrechter: Higler |
| Wedstrijd 2 2 mei 2014 20:45 |              |         |                                | Stadion: Jan Louwersstadion, Eindhoven Toeschouwers: 3.875 Scheidsrechter: Higler |
| Wedstrijd 2 2 mei 2014 20:45 |              |         |                                | Stadion: Jan Louwersstadion, Eindhoven Toeschouwers: 3.875 Scheidsrechter: Higler |
|                              |              |         |                                |                                                                                   |

- FC Eindhoven blijft in de Eerste divisie.

#### Wedstrijd B
|                                 |                 |         |                                           |                                                                                                 |
| Wedstrijd 1 28 april 2014 18:45 | Fortuna Sittard | 1 – 4   | De Graafschap                             | Stadion: Offermans Joosten stadion, Sittard-Geleen Toeschouwers: 4.893 Scheidsrechter: Manschot |
| Wedstrijd 1 28 april 2014 18:45 | Gulpen 80'      | Verslag | 45', 51' Kabasele 76' Koolhof 90' Vermeij | Stadion: Offermans Joosten stadion, Sittard-Geleen Toeschouwers: 4.893 Scheidsrechter: Manschot |
| Wedstrijd 1 28 april 2014 18:45 |                 |         |                                           | Stadion: Offermans Joosten stadion, Sittard-Geleen Toeschouwers: 4.893 Scheidsrechter: Manschot |
| Wedstrijd 1 28 april 2014 18:45 |                 |         |                                           | Stadion: Offermans Joosten stadion, Sittard-Geleen Toeschouwers: 4.893 Scheidsrechter: Manschot |
|                                 |                 |         |                                           |                                                                                                 |

|                              |                                  |         |                 |                                                                                  |
| Wedstrijd 2 2 mei 2014 18:45 | De Graafschap                    | 3 – 1   | Fortuna Sittard | Stadion: De Vijverberg, Doetinchem Toeschouwers: 5.350 Scheidsrechter: Braamhaar |
| Wedstrijd 2 2 mei 2014 18:45 | Koolhof 65' Will 79' Vermeij 87' | Verslag | 84' Linssen     | Stadion: De Vijverberg, Doetinchem Toeschouwers: 5.350 Scheidsrechter: Braamhaar |
| Wedstrijd 2 2 mei 2014 18:45 |                                  |         |                 | Stadion: De Vijverberg, Doetinchem Toeschouwers: 5.350 Scheidsrechter: Braamhaar |
| Wedstrijd 2 2 mei 2014 18:45 |                                  |         |                 | Stadion: De Vijverberg, Doetinchem Toeschouwers: 5.350 Scheidsrechter: Braamhaar |
|                              |                                  |         |                 |                                                                                  |

- Fortuna Sittard blijft in de Eerste divisie.

### Tweede ronde

#### Wedstrijd C
|                              |                  |                      |        |                                                                                              |
| Wedstrijd 1 8 mei 2014 20:45 | Sparta Rotterdam | Gestaakt 45' (0 – 0) | N.E.C. | Stadion: Spartastadion Het Kasteel, Rotterdam Toeschouwers: 9.652 Scheidsrechter: Van Sichem |
| Wedstrijd 1 8 mei 2014 20:45 | Bron             |                      |        | Stadion: Spartastadion Het Kasteel, Rotterdam Toeschouwers: 9.652 Scheidsrechter: Van Sichem |
| Wedstrijd 1 8 mei 2014 20:45 |                  |                      |        | Stadion: Spartastadion Het Kasteel, Rotterdam Toeschouwers: 9.652 Scheidsrechter: Van Sichem |
| Wedstrijd 1 8 mei 2014 20:45 |                  |                      |        | Stadion: Spartastadion Het Kasteel, Rotterdam Toeschouwers: 9.652 Scheidsrechter: Van Sichem |
|                              |                  |                      |        |                                                                                              |

|                                                         |                  |         |        |                                                                                              |
| Inhaalwedstrijd 1 9 mei 2014 20:00 (restant 45 minuten) | Sparta Rotterdam | 1 – 0   | N.E.C. | Stadion: Spartastadion Het Kasteel, Rotterdam Toeschouwers: 9.652 Scheidsrechter: Van Sichem |
| Inhaalwedstrijd 1 9 mei 2014 20:00 (restant 45 minuten) | Boukhari 85'     | Verslag |        | Stadion: Spartastadion Het Kasteel, Rotterdam Toeschouwers: 9.652 Scheidsrechter: Van Sichem |
| Inhaalwedstrijd 1 9 mei 2014 20:00 (restant 45 minuten) |                  |         |        | Stadion: Spartastadion Het Kasteel, Rotterdam Toeschouwers: 9.652 Scheidsrechter: Van Sichem |
| Inhaalwedstrijd 1 9 mei 2014 20:00 (restant 45 minuten) |                  |         |        | Stadion: Spartastadion Het Kasteel, Rotterdam Toeschouwers: 9.652 Scheidsrechter: Van Sichem |
|                                                         |                  |         |        |                                                                                              |

|                               |              |         |                                      |                                                                                  |
| Wedstrijd 2 11 mei 2014 16:30 | N.E.C.       | 1 – 3   | Sparta Rotterdam                     | Stadion: Goffertstadion, Nijmegen Toeschouwers: 12.500 Scheidsrechter: Braamhaar |
| Wedstrijd 2 11 mei 2014 16:30 | Koolwijk 66' | Verslag | 4' Van Hout 27' Mahi 42' Nieuwendaal | Stadion: Goffertstadion, Nijmegen Toeschouwers: 12.500 Scheidsrechter: Braamhaar |
| Wedstrijd 2 11 mei 2014 16:30 |              |         |                                      | Stadion: Goffertstadion, Nijmegen Toeschouwers: 12.500 Scheidsrechter: Braamhaar |
| Wedstrijd 2 11 mei 2014 16:30 |              |         |                                      | Stadion: Goffertstadion, Nijmegen Toeschouwers: 12.500 Scheidsrechter: Braamhaar |
|                               |              |         |                                      |                                                                                  |

- N.E.C. degradeert naar de Eerste divisie.

#### Wedstrijd D
|                              |             |         |                               |                                                                                        |
| Wedstrijd 1 8 mei 2014 19:45 | VVV-Venlo   | 1 – 3   | FC Dordrecht                  | Stadion: Seacon Stadion - De Koel -, Venlo Toeschouwers: 6.500 Scheidsrechter: Nijhuis |
| Wedstrijd 1 8 mei 2014 19:45 | Wolters 56' | Verslag | 20' Gladon 84' Vet 90' Mayele | Stadion: Seacon Stadion - De Koel -, Venlo Toeschouwers: 6.500 Scheidsrechter: Nijhuis |
| Wedstrijd 1 8 mei 2014 19:45 |             |         |                               | Stadion: Seacon Stadion - De Koel -, Venlo Toeschouwers: 6.500 Scheidsrechter: Nijhuis |
| Wedstrijd 1 8 mei 2014 19:45 |             |         |                               | Stadion: Seacon Stadion - De Koel -, Venlo Toeschouwers: 6.500 Scheidsrechter: Nijhuis |
|                              |             |         |                               |                                                                                        |

|                               |                      |         |               |                                                                                        |
| Wedstrijd 2 11 mei 2014 14:30 | FC Dordrecht         | 2 – 1   | VVV-Venlo     | Stadion: Riwal Hoogwerkers Stadion, Dordrecht Toeschouwers: 3.198 Scheidsrechter: Blom |
| Wedstrijd 2 11 mei 2014 14:30 | Gladon 6' Fortes 83' | Verslag | 49' Reimerink | Stadion: Riwal Hoogwerkers Stadion, Dordrecht Toeschouwers: 3.198 Scheidsrechter: Blom |
| Wedstrijd 2 11 mei 2014 14:30 |                      |         |               | Stadion: Riwal Hoogwerkers Stadion, Dordrecht Toeschouwers: 3.198 Scheidsrechter: Blom |
| Wedstrijd 2 11 mei 2014 14:30 |                      |         |               | Stadion: Riwal Hoogwerkers Stadion, Dordrecht Toeschouwers: 3.198 Scheidsrechter: Blom |
|                               |                      |         |               |                                                                                        |

- VVV-Venlo blijft in de Eerste divisie.

#### Wedstrijd E
|                              |               |         |              |                                                                               |
| Wedstrijd 1 8 mei 2014 18:45 | De Graafschap | 0 – 1   | RKC Waalwijk | Stadion: De Vijverberg, Doetinchem Toeschouwers: 7.803 Scheidsrechter: Higler |
| Wedstrijd 1 8 mei 2014 18:45 |               | Verslag | 31' Duits    | Stadion: De Vijverberg, Doetinchem Toeschouwers: 7.803 Scheidsrechter: Higler |
| Wedstrijd 1 8 mei 2014 18:45 |               |         |              | Stadion: De Vijverberg, Doetinchem Toeschouwers: 7.803 Scheidsrechter: Higler |
| Wedstrijd 1 8 mei 2014 18:45 |               |         |              | Stadion: De Vijverberg, Doetinchem Toeschouwers: 7.803 Scheidsrechter: Higler |
|                              |               |         |              |                                                                               |

|                               |              |         |               |                                                                                        |
| Wedstrijd 2 11 mei 2014 16:30 | RKC Waalwijk | 1 – 1   | De Graafschap | Stadion: Mandemakers Stadion, Waalwijk Toeschouwers: 4.800 Scheidsrechter: Wiedemeijer |
| Wedstrijd 2 11 mei 2014 16:30 | Beauguel 58' | Verslag | 56' Koolhof   | Stadion: Mandemakers Stadion, Waalwijk Toeschouwers: 4.800 Scheidsrechter: Wiedemeijer |
| Wedstrijd 2 11 mei 2014 16:30 |              |         |               | Stadion: Mandemakers Stadion, Waalwijk Toeschouwers: 4.800 Scheidsrechter: Wiedemeijer |
| Wedstrijd 2 11 mei 2014 16:30 |              |         |               | Stadion: Mandemakers Stadion, Waalwijk Toeschouwers: 4.800 Scheidsrechter: Wiedemeijer |
|                               |              |         |               |                                                                                        |

- De Graafschap blijft in de Eerste divisie.

#### Wedstrijd F
|                              |                         |         |                                     |                                                                                           |
| Wedstrijd 1 8 mei 2014 19:45 | FC Den Bosch            | 1 – 3   | Excelsior                           | Stadion: Stadion De Vliert, 's-Hertogenbosch Toeschouwers: 5.484 Scheidsrechter: Kamphuis |
| Wedstrijd 1 8 mei 2014 19:45 | Quekel 14' Hofstede 44' | Verslag | 69' Kruys 76' Fischer 90' Vermeulen | Stadion: Stadion De Vliert, 's-Hertogenbosch Toeschouwers: 5.484 Scheidsrechter: Kamphuis |
| Wedstrijd 1 8 mei 2014 19:45 |                         |         |                                     | Stadion: Stadion De Vliert, 's-Hertogenbosch Toeschouwers: 5.484 Scheidsrechter: Kamphuis |
| Wedstrijd 1 8 mei 2014 19:45 |                         |         |                                     | Stadion: Stadion De Vliert, 's-Hertogenbosch Toeschouwers: 5.484 Scheidsrechter: Kamphuis |
|                              |                         |         |                                     |                                                                                           |

|                               |                   |         |               |                                                                                    |
| Wedstrijd 2 11 mei 2014 14:30 | Excelsior         | 2 – 1   | FC Den Bosch  | Stadion: Stadion Woudestein, Rotterdam Toeschouwers: 2.774 Scheidsrechter: Janssen |
| Wedstrijd 2 11 mei 2014 14:30 | Veldwijk 71', 89' | Verslag | 17' Seuntjens | Stadion: Stadion Woudestein, Rotterdam Toeschouwers: 2.774 Scheidsrechter: Janssen |
| Wedstrijd 2 11 mei 2014 14:30 |                   |         |               | Stadion: Stadion Woudestein, Rotterdam Toeschouwers: 2.774 Scheidsrechter: Janssen |
| Wedstrijd 2 11 mei 2014 14:30 |                   |         |               | Stadion: Stadion Woudestein, Rotterdam Toeschouwers: 2.774 Scheidsrechter: Janssen |
|                               |                   |         |               |                                                                                    |

- FC Den Bosch blijft in de Eerste divisie.

### Derde ronde

#### Wedstrijd G
|                               |                       |         |                              |                                                                                               |
| Wedstrijd 1 15 mei 2014 18:45 | Sparta Rotterdam      | 2 – 2   | FC Dordrecht                 | Stadion: Spartastadion Het Kasteel, Rotterdam Toeschouwers: 10.599 Scheidsrechter: Van Boekel |
| Wedstrijd 1 15 mei 2014 18:45 | Mahi 55' Bruinier 80' | Verslag | 29' (e.d.) Deekman 63' Korte | Stadion: Spartastadion Het Kasteel, Rotterdam Toeschouwers: 10.599 Scheidsrechter: Van Boekel |
| Wedstrijd 1 15 mei 2014 18:45 |                       |         |                              | Stadion: Spartastadion Het Kasteel, Rotterdam Toeschouwers: 10.599 Scheidsrechter: Van Boekel |
| Wedstrijd 1 15 mei 2014 18:45 |                       |         |                              | Stadion: Spartastadion Het Kasteel, Rotterdam Toeschouwers: 10.599 Scheidsrechter: Van Boekel |
|                               |                       |         |                              |                                                                                               |

|                               |                               |         |                               |                                                                                        |
| Wedstrijd 2 18 mei 2014 14:30 | FC Dordrecht                  | 3 – 1   | Sparta Rotterdam              | Stadion: Riwal Hoogwerkers Stadion, Dordrecht Toeschouwers: 4.143 Scheidsrechter: Vink |
| Wedstrijd 2 18 mei 2014 14:30 | Ojo 5' Gladon 44' Korte 90+4' | Verslag | 55' Mahi 66', 87' Nieuwendaal | Stadion: Riwal Hoogwerkers Stadion, Dordrecht Toeschouwers: 4.143 Scheidsrechter: Vink |
| Wedstrijd 2 18 mei 2014 14:30 |                               |         |                               | Stadion: Riwal Hoogwerkers Stadion, Dordrecht Toeschouwers: 4.143 Scheidsrechter: Vink |
| Wedstrijd 2 18 mei 2014 14:30 |                               |         |                               | Stadion: Riwal Hoogwerkers Stadion, Dordrecht Toeschouwers: 4.143 Scheidsrechter: Vink |
|                               |                               |         |                               |                                                                                        |

- FC Dordrecht promoveert naar de Eredivisie.
- Sparta Rotterdam blijft in de Eerste divisie.

#### Wedstrijd H
|                               |                               |         |              |                                                                                    |
| Wedstrijd 1 15 mei 2014 19:45 | Excelsior                     | 2 – 0   | RKC Waalwijk | Stadion: Stadion Woudestein, Rotterdam Toeschouwers: 3.531 Scheidsrechter: Nijhuis |
| Wedstrijd 1 15 mei 2014 19:45 | Karami 3' Veldwijk 40' (pen.) | Verslag |              | Stadion: Stadion Woudestein, Rotterdam Toeschouwers: 3.531 Scheidsrechter: Nijhuis |
| Wedstrijd 1 15 mei 2014 19:45 |                               |         |              | Stadion: Stadion Woudestein, Rotterdam Toeschouwers: 3.531 Scheidsrechter: Nijhuis |
| Wedstrijd 1 15 mei 2014 19:45 |                               |         |              | Stadion: Stadion Woudestein, Rotterdam Toeschouwers: 3.531 Scheidsrechter: Nijhuis |
|                               |                               |         |              |                                                                                    |

|                               |                               |         |                         |                                                                                     |
| Wedstrijd 2 18 mei 2014 12:30 | RKC Waalwijk                  | 2 – 2   | Excelsior               | Stadion: Mandemakers Stadion, Waalwijk Toeschouwers: 5.400 Scheidsrechter: Makkelie |
| Wedstrijd 2 18 mei 2014 12:30 | Beauguel 38' Jungschläger 44' | Verslag | 4' Veldwijk 25' Fischer | Stadion: Mandemakers Stadion, Waalwijk Toeschouwers: 5.400 Scheidsrechter: Makkelie |
| Wedstrijd 2 18 mei 2014 12:30 |                               |         |                         | Stadion: Mandemakers Stadion, Waalwijk Toeschouwers: 5.400 Scheidsrechter: Makkelie |
| Wedstrijd 2 18 mei 2014 12:30 |                               |         |                         | Stadion: Mandemakers Stadion, Waalwijk Toeschouwers: 5.400 Scheidsrechter: Makkelie |
|                               |                               |         |                         |                                                                                     |

- Excelsior promoveert naar de Eredivisie.
- RKC Waalwijk degradeert naar de Eerste divisie.